# Роти (станція)
Ро́ти — проміжна залізнична станція Лиманської дирекції Донецької залізниці на лінії Попасна — Микитівка між станціями Попасна (23 км) та Світлодарське (9 км). Розташована в селищі Роти Бахмутського району Донецької області.

## Історія
Станція відкрита у 1899 році. 
З 2014 року, через військову агресію Росії на сході України, транспортне сполучення було тимчасово припинене.